# Apicia demoleon
Apicia demoleon är en fjärilsart som beskrevs av William Schaus 1913. Apicia demoleon ingår i släktet Apicia och familjen mätare. Inga underarter finns listade i Catalogue of Life.